# N.P. Jensen (skolemand)
 Der er flere personer med dette navn, se N.P. Jensen.
Niels Peter Jensen (7. december 1854 i Høve Sogn nær Skælskør – 17. marts 1928 i Rønne) var en dansk højskolemand.
N.P. Jensen var født i et fæstehus under Grevskabet Holsteinborg den 7. december 1854 som søn af husmand Jens Hansen og Bodil Jensdatter. Faderen døde, da han var 4 år gammel, men hans fromme og dygtige moder gav ham en god opdragelse. I landsbyskolen, hvor han fik sin første undervisning, tog læreren sig med stor omhu af ham, og ved hjælp af en kammerat, der gik i Slagelse realskole, arbejdede han sig ind i begyndelsesgrundene af engelsk, zoologi og botanik. 15 år gammel blev han elev på Hindholm Højskole, hvor Christian Nielsen dengang var forstander, og fra den tid af fattede Jensen stor kærlighed til højskolen. Med støtte fra forskellige sider kom han derefter på Blågård Seminarium og tog i 1876 lærereksamen med første karakter. Han foretog studierejser til Norge, England, Amerika m.m. for stadig at dygtiggøre sig.
Siden virkede han en årrække i realskolens tjeneste, først i Løgstør 1877-86 og derefter i Nexø på Bornholm. Samtidig benyttede han lejligheden til stadig selv at uddybe sin viden, og disse år blev rige studieår.
På Bornholm var manges opmærksomhed blevet henledt på den dygtige og energiske skolebestyrer i Nexø, og i 1893 fik han opfordring til at genrejse Bornholms Højskole, som da var gået i stå. Han opgav da sin stilling og gik i lag med højskolearbejdet og hjulpet ved bornholmernes store og trofaste støtte fik han højskolen godt i gang. Men da så han, at Hindholm Højskole var ved at standse, idet den daværende forstander H. Larsen havde opsagt sin stilling til november 1900. Jensens kærlighed til den gamle højskole var stor, og det pinte ham, at dens virksomhed skulle ophøre. Resolut som altid sagde han op til 1901 og købte da skolen af det konsortium af godsejere, der havde ejet den siden Christian Nielsens død, og begyndte så på dens genrejsning. Arbejdet lykkedes også godt nok, men virksomheden med gårdens drift var Jensen for omfattende, og derfor solgte han den skrantende skole i 1906. Derefter blev han i nogle år knyttet til Rødkilde Højskole som administrator, boede derefter i nogle år i Jylland, en kort tid i Charlottenlund, og i 1915 vendte han tilbage til Bornholm som leder af Aakirkeby realskole. 1925 gik han på pension. N.P. Jensen døde i tre år senere.
Han blev gift med Sara Marie Charlotte Lea Wulff, som var af jødisk afstamning, født 1855 og datter af værkfører Jacob Wulff. De fik fem børn, to døtre og tre sønner.